# Camponotus siemsseni
Camponotus siemsseni är en myrart som beskrevs av Auguste-Henri Forel 1901. Camponotus siemsseni ingår i släktet hästmyror, och familjen myror. Inga underarter finns listade.